# Przylesie (Nowe Strącze)
Przylesie – osada wsi Nowe Strącze w Polsce, położona w województwie lubuskim, w powiecie wschowskim, w gminie Sława.
W latach 1975–1998 osada administracyjnie należała do województwa zielonogórskiego.